# Nieky Holzken
Nicolaas „Nieky” Holzken (ur. 16 grudnia 1983 w Beek en Donk) – holenderski kickbokser i bokser, mistrz świata GLORY w wadze półśredniej z 2015.

## Kariera sportowa
Przez pierwsze lata zawodowej kariery walczył na lokalnych galach, zdobywając kilka krajowych tytułów. 24 listopada 2006 zadebiutował w K-1, wygrywając turniej kwalifikacyjny krajów Europy Północnej. W głównym eliminatorze do finałowego turnieju K-1 MAX, który odbył się na gali K-1 World MAX Final Elimination w czerwcu 2007 przegrał z utytułowanym Tajem Buakawem Banchamekiem na punkty.
W latach 2007–2010 walczył w takich organizacjach jak It’s Showtime, K-1 oraz United Glory, mierząc się m.in. z Andym Souwerem, ponownie z Banchamekiem czy Murthelem Groenhartem. Od 2012 związany z GLORY, gdzie pokonywał kolejno Dawita Kirię, Alexa Tobiassona Harrisa, Murata Direkçiego oraz Karima Ghajjiego, zapewniając sobie możliwość startu w turnieju GLORY wagi półśredniej. 21 grudnia 2013 wygrał ten turniej, pokonując jednego wieczoru dwóch rywali w tym Karapeta Karapetjana.
Na 8 marca 2014 zaplanowano jego pojedynek z Marcem de Bonte o zwakowane mistrzostwo GLORY, lecz w styczniu uległ on wypadkowi samochodowemu, uszkadzając m.in. bark, co zmusiło organizatorów do przełożenia pojedynku na majową galę. Do starcia w maju również nie doszło, gdyż ponownie Holzkena z walki wykluczył uraz barku.
Po wyleczeniu kontuzji w 2015 wygrał kolejny turniej organizowany przez GLORY, dający możliwość stoczenia walki o zwakowane mistrzostwo świata. 7 sierpnia 2015 na GLORY 23, zmierzył się z Amerykaninem Raymondem Danielsem, którego ostatecznie pokonał przez techniczny nokaut, zdobywając tym samym tytuł mistrzowski wagi półśredniej.
4 grudnia 2015 w swojej pierwszej obronie pasa wypunktował w rewanżu Murthela Groenharta. 14 czerwca 2016 ponownie obronił tytuł, wygrywając również na punkty z Yoannem Kongolo.
10 grudnia 2016 na GLORY 36, stracił tytuł na rzecz Francuza Cédrica Doumbé, z którym przegrał na punkty. 10 czerwca 2017 podczas GLORY 42 zmierzył się w rewanżu z Francuzem, ponownie ulegając mu niejednogłośnie na punkty. Trzecią porażkę z rzędu zadał mu pochodzący z Azerbejdżanu Alim Nabijew z którym 9 grudnia 2017 przegrał jednogłośnie na punkty.
Na początku lipca 2018 ogłosił, że kończy współpracę z Glory i staje się wolnym agentem 24 października związał się z azjatycką organizacją One Championship. W debiucie dla niej 17 listopada 2018 w Dżakarcie znokautował w drugiej rundzie Brazylijczyka Cosmo Alexandre przerywając tym samym serię trzech porażek.

### Boks
Od 2013 między walkami w kickboxingu, toczy pojedynki w boksie, uzyskując od swojego debiutu bilans 14 zwycięstw i 1 porażki (z Callumem Smithem w półfinale turnieju World Boxing Super Series). W tym czasie zdobył pas mistrzowski krajów Beneluxu.

## Osiągnięcia
Kickboxing:
- 2004: M.O.N Dutch Open Amateur tournament – 1. miejsce w turnieju kat. -71 kg
- 2005: mistrz Europy SIMTA w kat. 72 kg, formuła muay thai
- 2006: K-1 World MAX North European Qualification – 1. miejsce
- 2011–2012: mistrz świata WFCA w wadze superśredniej (-76,2 kg), K-1 rules
- 2013: GLORY Welterweight World Championship Tournament – 1. miejsce w turnieju wagi półśredniej
- 2015: GLORY Welterweight Contender Tournament – 1. miejsce w turnieju wagi półśredniej
- 2015–2016: mistrz świata GLORY w wadze półśredniej

Boks:
- 2016: mistrz BeNeLux w wadze superśredniej